# Маныч-Балабинка
Маныч-Балабинка — хутор в Весёловском районе Ростовской области.
Входит в состав Верхнесолёновского сельского поселения.

## История
15 февраля 1802 года войсковая канцелярия Области Войска Донского генерал-майору Степану Балабину под построение хутора отвела земли "...с правой стороны речки Маночки, ниже Шахаевского кургана, выше устья Соленой балки, при озере у Хомутца". В 1859 году в хуторе уже было 44 двора и 633 жителя. В 1870 году на средства прихожан построена деревянная церковь. С 1895 года существует церковно-приходская школа. В 1915 году на хуторе насчитывалось 277 дворов и 1902 жителя. В годы Великой Отечественной войны 60 человек ушли воевать, из которых вернулись только 4 манычбалабинца.

## Население
| 1989 | 2002 | 2010 |
| ---- | ---- | ---- |
| 669  | ↘606 | ↘593 |

## Улицы
- пер. Колхозный,
- ул. Зеленая,
- ул. Набережная,
- ул. Озерная,
- ул. Солнечная,
- ул. Школьная.

## Достопримечательности
В хуторе находится братская могила советских воинов, погибших в боях за хутор, на которой установлен памятник.